# Sumpcypres-familien
Sumpcypres-familien (Taxodiaceae) er en botanisk klassifikation der ikke bruges mere, men stadig optræder i mange bøger, bl.a. utallige havebøger og bøger om træer. Familien må ikke forvekles med Taks-familien (Taxaceae).
Næsten alle slægter i Sumcypres-familien henregnes i dag til Cypres-familien (Cupressaceae); eneste undtagelse er Parasoltræ-slægten (Sciadopitys) der i dag henregnes til sin egen familien, Parasoltræ-familien (Sciadopityaceae).
| Slægter |

- Athrotaxis
- Cunninghamia
- Glyptostrobus
- Kryptomeria-slægten (Cryptomeria)
- Mammuttræ-slægten (Sequoiadendron)
- Parasoltræ-slægten (Sciadopitys)
- Rødtræ-slægten (Sequoia)
- Sumpcypres (Taxodium)
- Vandgran-slægten (Metasequoia)

| Portal | Portal:Botanik |

| Træ | Spire Denne artikel om træer er en spire som bør udbygges. Du er velkommen til at hjælpe Wikipedia ved at udvide den. |